# Lanius somalicus
El alcaudón somalí (Lanius somalicus) es una especie de ave paseriforme de la familia Laniidae propia del Cuerno de África. Se distribuye por Sudán del Sur, Etiopía, Somalia y Kenia.